# Charlemagne (вітрильник)

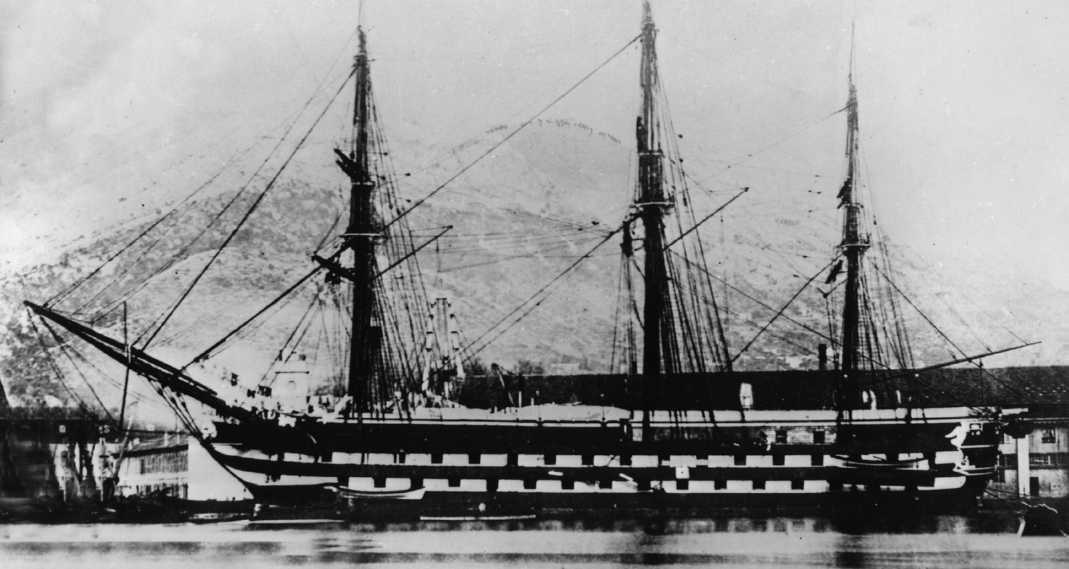

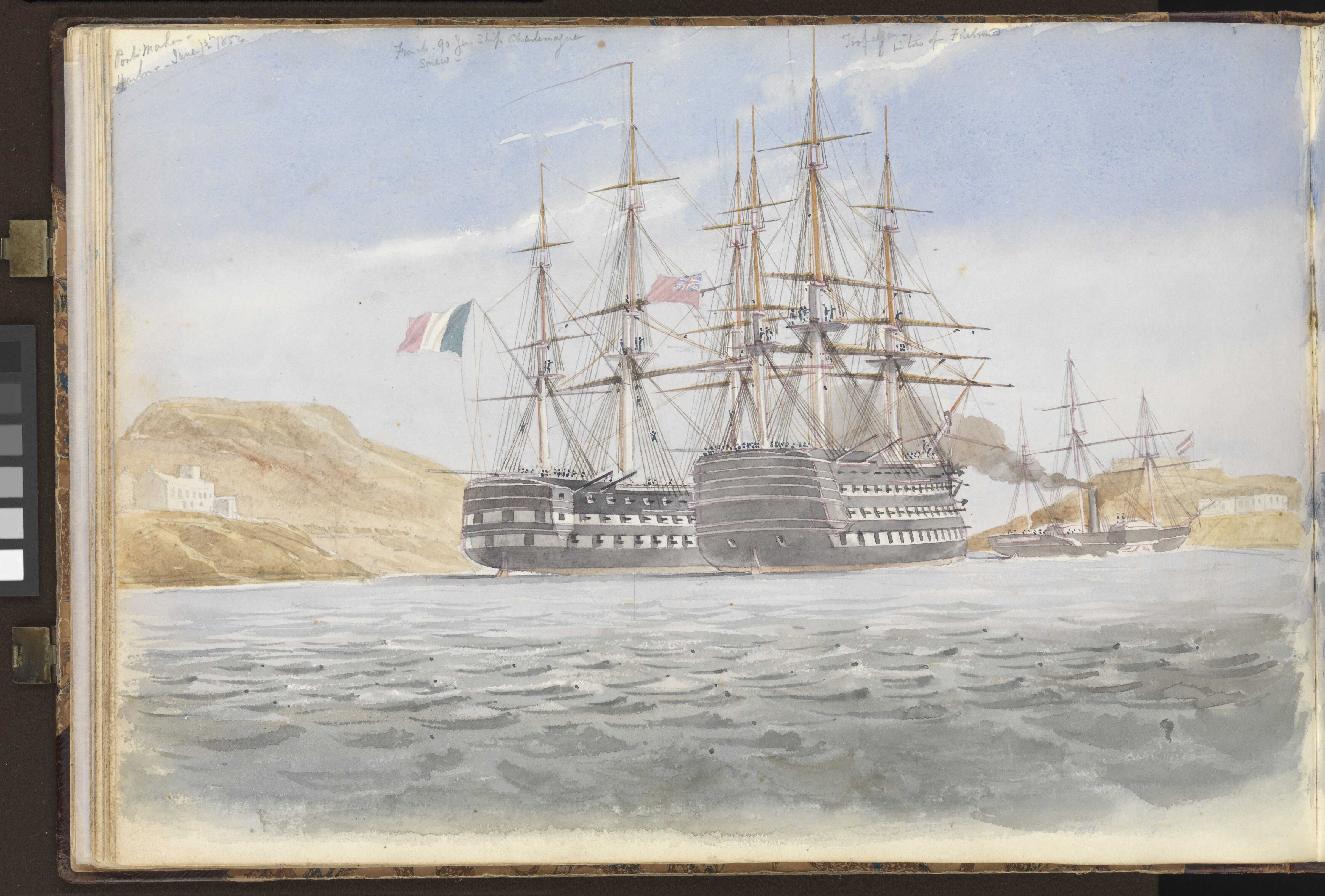

Карл Великий (фр. Charlemagne) — 80-гарматний французький вітрильний лінійний корабель епохи Кримської війни. Поставлено на озброєння в 1852. Діяв в Середземному морі .
У порушення Лондонської конвенції про протоки 1841 посланий імператором Наполеоном III в Чорне море, що призвело до ескалації напруженості між Францією та Росією і надалі - до Кримської війни (1853-1856) .